# Alhassane Baldé
Alhassane Baldé (* 21. Dezember 1985 in Conakry, Guinea) ist ein ehemaliger deutscher Rennrollstuhlsportler.

## Kindheit und Jugend
Alhassane Baldé ist seit seiner Geburt durch einen ärztlichen Fehler ab dem achten Brustwirbel querschnittsgelähmt. Bei der Geburt seines Zwillingsbruders erkannten die Ärzte nicht, dass sich noch ein zweiter Säugling im Bauch der Mutter befand. Im Alter von neun Monaten kam er zu einer medizinischen Behandlung nach Deutschland. Als er fünf Jahre alt war, wurde er von seinem in Deutschland lebenden Onkel und dessen Frau, die dieser im BWL-Studium in Münster kennengelernt hatte, adoptiert. Sein Onkel war 1978 im Alter von 23 Jahren aus Guinea geflüchtet. Als Alhassane Baldé sechs Jahre alt war, besuchte die Familie eine Messe für medizinische Rehabilitation, wo Baldé zum ersten Mal einen Mini-Rennrollstuhl sah und begeistert war. Der Entwickler Errol Marklein schenkte ihm zu seinem sechsten Geburtstag das Einzelstück und wurde sein erster Trainer.
Baldé studierte Duales Arbeitsmarktmanagement an der Hochschule der Bundesagentur für Arbeit und ist bei der Bundesagentur in Bonn tätig.

## Sportliche Karriere
Seit Baldé zwölf Jahre alt war, nahm er an internationalen Rennwettbewerben mit dem Rollstuhl teil. 2000 reiste er zum paralympischen Jugendlager nach Sydney. 2004 startete er bei den Sommer-Paralympics in Athen und erreichte über 800 und 1500 Meter jeweils das Halbfinale. 2015 verbesserte er die seit 15 Jahren bestehenden deutschen Rekorde über 1500 und 5000 Meter.
In Peking schied er in den Vorläufen aus, für die Spiele in London konnte er sich knapp nicht qualifizieren. 2016 wurde er für die Paralympics in Rio de Janeiro zum Start über 800, 1500 und 5000 Meter sowie für den Marathon in der Klasse T54 nominiert.
2021 erklärte Baldé am 2. September bei den Sommer-Paralympics in Tokio nach enttäuschendem Abschneiden seinen Rücktritt vom Leistungssport.

## Erfolge (Auswahl)
2004
- Europameisterschaft – Staffel 4-mal 400 Meter
- Junioren-Europameisterschaft – 400, 800 und 1500 Meter

2005
- Europameisterschaft – 800 Meter

2006
- Junioren-Weltmeisterschaft – 800, 1500 und 5000 Meter
- Junioren-Weltmeisterschaft – 400 Meter

2011
- Weltmeisterschaft – 400 Meter

2013
- Deutscher Meister – 800 und 1500 Meter
- Deutsche Meisterschaft – 400 Meter

2014
- Europameisterschaft – 1500 und 5000 Meter

2016
- Europameisterschaft – 1500 und 5000 Meter

2017
- Weltmeisterschaft – 1500 und 5000 Meter

2018
- Europameisterschaft – 5000 Meter

## Ehrungen
2006 wurde Baldé zum Juniorsportler des Jahres aus dem Behindertensport gewählt. Die Stadt Ahaus ehrte ihn 2010 als Sportler des Jahrzehnts. 2012 wurde er vom DOSB zum „Botschafter Inklusion durch Sport“ ernannt. 2014 wurde er als „Sportles des Jahres“ von Bonn geehrt.